# Luigi Beccali

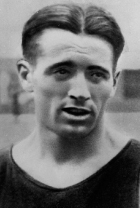
Luigi Beccali

Luigi Beccali (* 19. November 1907 in Mailand; † 29. August 1990 in Daytona Beach, Florida, USA) war ein italienischer Mittelstreckenläufer und Olympiasieger.

## Werdegang
Als Jugendlicher war Beccali fasziniert vom Radfahren und der Leichtathletik und spezialisierte sich auf letzteres erst, nachdem er Dino Nai als Trainer bekam. Von 1928 bis 1931 wurde er viermal in Folge italienischer Meister über 1500 Meter. Bei den Olympischen Spielen 1932 in Los Angeles gewann er die Goldmedaille im 1500-Meter-Lauf, vor dem Briten Jerry Cornes (Silber) und dem Kanadier Phil Edwards (Bronze). Bei der Siegerehrung war er der erste Sportler, der die Ehrung mit dem faschistischen Gruß erwiderte.
1933 stellte er den Weltrekord von Jules Ladoumègue ein und verbesserte ihn anschließend auf 3:49,0 Minuten. Gegen Ende des Jahres stellte er mit 2:10,0 Minuten auch einen neuen Weltrekord über 1000 Yards auf. 1934 gewann er bei den Leichtathletik-Europameisterschaften in Turin die Goldmedaille. Er konnte diesen Erfolg aber bei den Olympischen Spielen 1936 in Berlin nicht wiederholen, sondern erreichte nur die Bronzemedaille, hinter dem Neuseeländer Jack Lovelock (Gold) und dem US-Amerikaner Glenn Cunningham (Silber).
Bei den Europameisterschaften 1938 wurde er ebenfalls Dritter, diesmal hinter dem Briten Sydney Wooderson (Gold) und dem Belgier Joseph Mostert (Silber). Dazu gewann er die italienischen Meisterschaften über 1500 Meter in den Jahren 1934 bis 1938 und im 5000-Meter-Lauf im Jahr 1935. 1941 beendete er seine Karriere. Da er Landvermesser im Straßenbau war, hatte er die Möglichkeit zweimal täglich zu trainieren. Auf der Ausdauergrundlage seines Radrennsports und des umfangreichen Trainings gehörte er außerhalb Finnlands zu den Mittelstrecklern mit dem größten Trainingsumfang in der Vorkriegszeit.
Durch seine Starts in den Vereinigten Staaten von Amerika hatte Beccali die dortigen beruflichen Möglichkeiten gesehen und er wanderte nach Kriegsende in die USA aus, wo er als Importeur italienischer Weine bis zu seinem Tod 1990 in Florida  lebte.
Luigi Beccali starb am 29. August 1990 in Daytona Beach, Florida.